# Olympische Sommerspiele 2020/Teilnehmer (Suriname)
| Gelbes Symbol für Goldmedaillen mit stilisierten Olympischen Ringen | Graues Symbol für Silbermedaillen mit stilisierten Olympischen Ringen | Braundes Symbol für Bronzemedaillen mit stilisierten Olympischen Ringen |
| ------------------------------------------------------------------- | --------------------------------------------------------------------- | ----------------------------------------------------------------------- |
| —                                                                   | —                                                                     | —                                                                       |

Suriname nahm an den Olympischen Spielen 2020 in Tokio mit drei Sportlern in drei Sportarten teil. Es war die insgesamt 14. Teilnahme an Olympischen Sommerspielen.

## Teilnehmer nach Sportarten

### Badminton
| Athleten   | Wettbewerb | Gruppenphase | Gruppenphase | Gruppenphase | Gruppenphase | Achtelfinale  | Achtelfinale  | Viertelfinale | Viertelfinale | Halbfinale    | Halbfinale    | Finale        | Finale        | Rang |
| Athleten   | Wettbewerb | Gegner       | Ergebnis     | Punkte       | Rang         | Gegner        | Ergebnis      | Gegner        | Ergebnis      | Gegner        | Ergebnis      | Gegner        | Ergebnis      | Rang |
| ---------- | ---------- | ------------ | ------------ | ------------ | ------------ | ------------- | ------------- | ------------- | ------------- | ------------- | ------------- | ------------- | ------------- | ---- |
| Männer     |            |              |              |              |              |               |               |               |               |               |               |               |               |      |
| Sören Opti | Einzel     | M. Abela     | DNS          | –            | –            | ausgeschieden | ausgeschieden | ausgeschieden | ausgeschieden | ausgeschieden | ausgeschieden | ausgeschieden | ausgeschieden | –    |
| Sören Opti | Einzel     | Shi Y.       | DNS          | –            | –            | ausgeschieden | ausgeschieden | ausgeschieden | ausgeschieden | ausgeschieden | ausgeschieden | ausgeschieden | ausgeschieden | –    |

### Radsport

#### Bahn
| Athleten        | Wettbewerb | Qualifikation | Qualifikation | 1/32-Finale | 1/32-Finale | Hoffnungslauf | Hoffnungslauf | 1/16-Finale  | 1/16-Finale | Rang |
| Athleten        | Wettbewerb | Zeit          | Rang          | Gegner      | Ergebnis    | Gegner        | Rang          | Gegner       | Ergebnis    | Rang |
| --------------- | ---------- | ------------- | ------------- | ----------- | ----------- | ------------- | ------------- | ------------ | ----------- | ---- |
| Männer          |            |               |               |             |             |               |               |              |             |      |
| Jaïr Tjon En Fa | Sprint     | 9,472 s       | 6             | M. Levy     | +0,002 s    | Xu C.         | 1             | H. Lavreysen |             | 13   |
| Jaïr Tjon En Fa | Sprint     | 9,472 s       | 6             | M. Levy     | +0,002 s    | N.Hart        | 1             | H. Lavreysen |             | 13   |
| Jaïr Tjon En Fa | Keirin     |               |               |             |             |               |               |              | 4           | 4    |

### Schwimmen
| Athleten         | Wettbewerb    | Vorlauf | Vorlauf | Halbfinale    | Halbfinale    | Finale        | Finale        | Rang |
| Athleten         | Wettbewerb    | Zeit    | Rang    | Zeit          | Rang          | Zeit          | Rang          | Rang |
| ---------------- | ------------- | ------- | ------- | ------------- | ------------- | ------------- | ------------- | ---- |
| Männer           |               |         |         |               |               |               |               |      |
| Renzo Tjon-A-Joe | 50 m Freistil | 22,56 s | 36      | ausgeschieden | ausgeschieden | ausgeschieden | ausgeschieden | 36   |